# Grup cíclic
Un grup és cíclic si pot ser generat per algun element. Això vol dir que hi ha, almenys, un element g del grup, que es diu generador de manera que tots els elements del grup són de la forma n g (en notació additiva) o gn (en notació multiplicativa), per un cert nombre enter n. Naturalment, 0 = 0 g i g = 1 g (en notació additiva) o {\displaystyle 1=g^{0}} i {\displaystyle g=g^{1}} (en notació multiplicativa).

## Exemples
- L'exemple més obvi és el grup additiu de l'anell {\displaystyle \mathbb {Z} } dels nombres enters: es tracta d'un grup cíclic infinit i {\displaystyle 1} i {\displaystyle -1} en són els únics generadors.

- També són cíclics tots grups additius dels anells {\displaystyle \mathbb {Z} /(n)} (també escrit ℤ/nℤ) de classes de residu mòdul n, és a dir, de classes de congruència sobre els enters. En aquest cas es tracta de grups finits.

- En canvi, els grups multiplicatius de les unitats dels anells {\displaystyle \mathbb {Z} /(n)} són cíclics si, i només si, el nombre {\displaystyle n} és d'una d'aquestes quatre formes: 2, 4, pk o 2pk. En la teoria de nombres tradicional, els generadors dels grups multiplicatius de les unitats dels anells {\displaystyle \mathbb {Z} /(n)} es diuen arrels primitives mòdul n.

- No cal dir que el grup trivial és cíclic.

## Estructura
- El fet més important quant als grups cíclics és que qualsevol grup cíclic infinit és isomorf al grup additiu de l'anell ℤ dels nombres enters. A més, qualsevol grup cíclic finit d'ordre n és isomorf al grup additiu de ℤ/nℤ de congruències mòdul n.
- Això implica que l'estudi dels grups cíclics es redueix a l'estudi dels grups additius de ℤ i ℤ/nℤ.
- D'altra banda, tot grup abelià finitament generat és isomorf al producte directe d'un nombre finit de grups cíclics.

## Propietats
- De l'isomorfisme mencionat abans en resulta que tot grup cíclic és un grup abelià.
- Tot grup d'ordre un nombre primer és cíclic.
- Tots els subgrups d'un grup cíclic són cíclics. Si {\displaystyle \mathbf {G} } és un grup cíclic d'ordre {\displaystyle n}, aleshores, per cada divisor {\displaystyle d} de {\displaystyle n} hi ha exactament un subgrup d'ordre {\displaystyle d}, el qual, si {\displaystyle g} és un generador de {\displaystyle \mathbf {G} }, és generat per {\displaystyle g^{\frac {n}{d}}}. El grup {\displaystyle \mathbf {G} } no té cap altre subgrup d'ordre {\displaystyle d}.
- Tot quocient d'un grup cíclic és cíclic.
- Sigui {\displaystyle g} és un generador d'un cert grup cíclic {\displaystyle \mathbf {G} } d'ordre {\displaystyle n}. Aleshores {\displaystyle g^{k}} també n'és un generador si, i només si, hi ha {\displaystyle m\in \mathbb {Z} } que fa {\displaystyle g^{km}=g}. Aleshores {\displaystyle km\equiv 1{\pmod {n}}}.
- Si {\displaystyle \mathbf {G} } és un grup cíclic d'ordre {\displaystyle n}, aleshores té {\displaystyle \phi (n)} generadors ({\displaystyle \phi } és la funció Fi d'Euler).
- Siguin {\displaystyle \mathbf {G} _{1}} i {\displaystyle \mathbf {G} _{2}} dos grups d'ordres respectius {\displaystyle n_{1}} i {\displaystyle n_{2}}. Aleshores, {\displaystyle \mathbf {G} _{1}\times \mathbf {G} _{2}} és cíclic si, i només sí, {\displaystyle \mathbf {G} _{1}} i {\displaystyle \mathbf {G} _{2}} ho són i {\displaystyle {\mbox{m.c.d.}}\left(n_{1},n_{2}\right)=1}.
- Tot subgrup finit del grup multiplicatiu d'un cos és cíclic.